# Neuvillette (Aisne)
Neuvillette – miejscowość i gmina we Francji, w regionie Hauts-de-France, w departamencie Aisne.
Według danych na styczeń 2014 roku gminę zamieszkiwało 190 osób, a gęstość zaludnienia wynosiła 29,8 osób/km².